# 分水 (自然村)
分水是中国广东省广州市从化区的一个自然村。在太平镇东南面约10千米，是分水村的驻地，毗邻增城区中新镇简增村。该村的村东侧高处有一水圳，将水分流：一支向东流向增城西福河，一支向西流向从化流溪河，故名分水。清朝时建村。1998年时，全村人口197人。